# The Protector (serie televisiva 2011)
The Protector è una serie televisiva statunitense prodotta nel 2011.
Creata da Michael Nankin e Jeffrey Bell, la serie è un police procedural che vede protagonista Ally Walker nei panni di Gloria Sheppard, una donna che cerca di conciliare il suo ruolo di madre single col suo lavoro di detective presso il Los Angeles Police Department.
La serie è stata trasmessa in prima visione da Lifetime dal 12 giugno al 19 settembre 2011; in Italia è stato trasmesso da Fox Crime dal 24 agosto al 26 ottobre 2012.

## Trama
Los Angeles. Gloria Sheppard è una detective della squadra omicidi del LAPD. Ha divorziato di recente, ed è ora una madre single costretta a dividersi tra il suo lavoro e i suoi due figli, Leo e Nick. Davey, il fratello di Gloria, la ospita a casa sua, e l'aiuta in questa complicata situazione. Al dipartimento, Gloria lavora in coppia con la partner Michelle Dulcett e coi colleghi Buerge e Van Stone, ed è supervisionata dal suo superiore, il tenente Felix Valdez.

## Episodi
| Stagione       | Episodi | Prima TV originale | Prima TV Italia |
| -------------- | ------- | ------------------ | --------------- |
| Prima stagione | 13      | 2011               | 2012            |

## Personaggi e interpreti

### Personaggi principali
- Gloria Sheppard (stagione 1), interpretata da Ally Walker, doppiata da Chiara Colizzi.
È la protagonista della serie, una detective della squadra omicidi ed una madre single.
- Michelle Dulcett (stagione 1), interpretata da Tisha Campbell-Martin, doppiata da Rossella Acerbo.
È la partner di Gloria, anch'ella una detective.
- Felix Valdez (stagione 1), interpretato da Miguel Ferrer, doppiato da Massimo Corvo.
È un tenente del Los Angeles Police Department. È il superiore di Gloria.
- Davey Sheppard (stagione 1), interpretato da Chris Payne Gilbert, doppiato da Riccardo Rossi.
È il fratello di Gloria, e lo zio di Leo e Nick.
- Ramon Rush (stagione 1), interpretato da Terrell Tilford, doppiato da Alessio Cigliano.
È un poliziotto, lavora con Gloria alla squadra omicidi.
- Leo Sheppard (stagione 1), interpretato da Thomas Robinson, doppiato da Riccardo Suarez.
È il figlio minore di Gloria.
- Nick Sheppard (stagione 1), interpretato da Sage Ryan, doppiato da Andrea Di Maggio.
È il figlio maggiore di Gloria.

### Personaggi secondari
- Buerge (stagione 1), interpretato da Larry Joe Campbell, doppiato da Luigi Ferraro.
È un detective della squadra omicidi.
- Van Stone (stagione 1), interpretato da James Hanlon, doppiato da Luca Biagini.
È un detective della squadra omicidi.

## Produzione

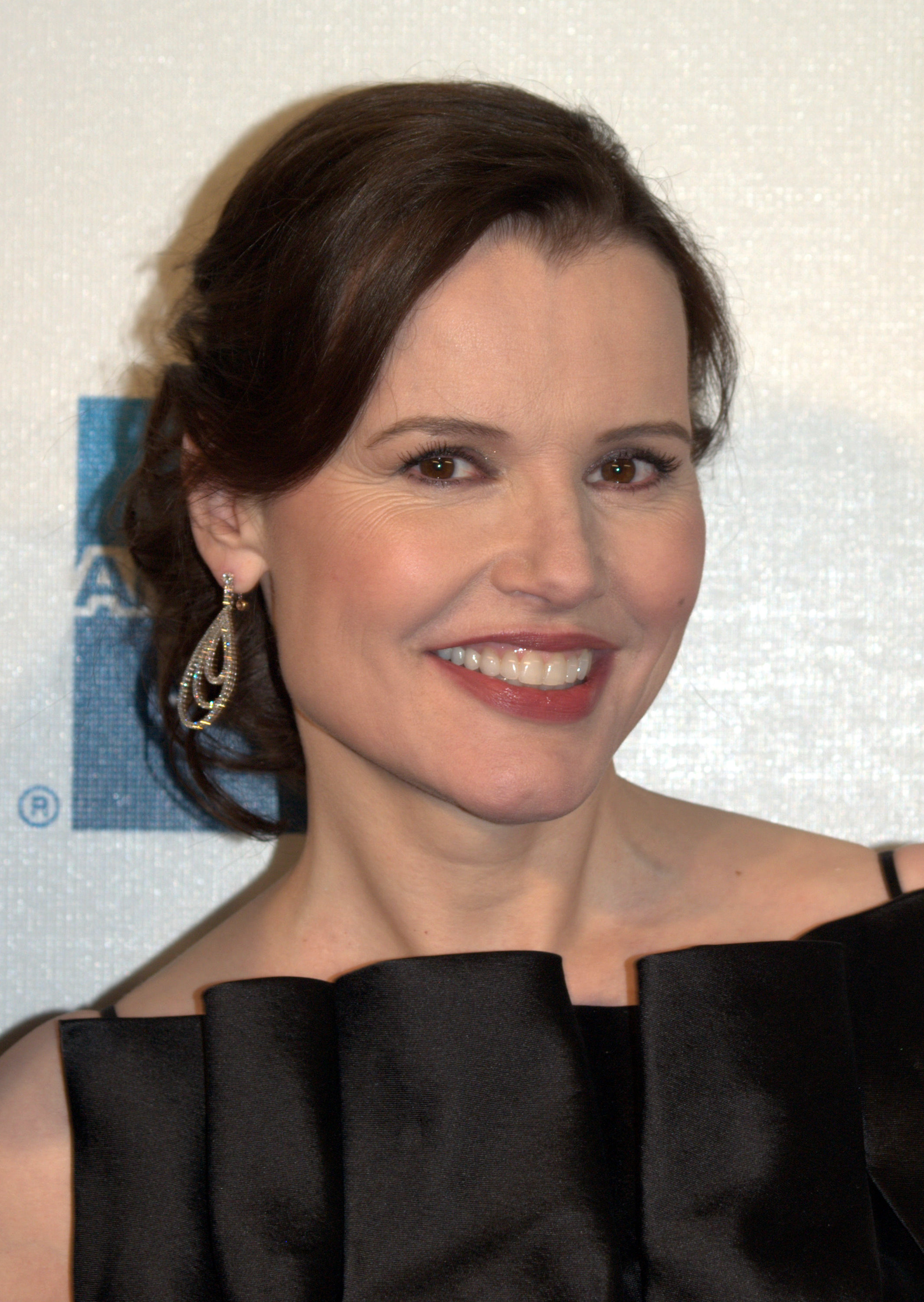
Geena Davis fu protagonista e co-produttrice esecutiva dell'episodio pilota del 2008 rifiutato dalla CBS

Originariamente conosciuta col titolo di Exit 19, la serie venne inizialmente sviluppata da Jeffrey Bell alla fine del 2007, partendo da una sceneggiatura scritta da Michael Nankin. All'inizio del 2008 la CBS ordinò la produzione di un episodio pilota per Exit 19. Bell scrisse il pilota, mentre Nankin entrò nel progetto come regista, con Bell, Nina Wass e Gene Stein nel ruolo di produttori esecutivi. L'episodio venne co-prodotto da ABC Studios, CBS Television Studios e Wass-Stein Productions. Venne descritto come: «un'eccentrica detective della omicidi nelle strade di Manhattan, madre di due bambini nei sobborghi di Long Island». Geena Davis fu la prima attrice ad entrare nel cast, nel ruolo della protagonista Gloria, entrando anche nella produzione come co-produttrice esecutiva. Successivamente entrò nel cast anche Matthew Lillard nel ruolo del fratello minore di Gloria. Rosie Perez, Ramon Rodriguez e Amy Farrington furono gli ultimi ad aggiungersi al cast, con la Perez nel ruolo di Lorna, la partner di Gloria al New York City Police Department, Rodriguez in quello di: «un intelligente poliziotto che lavora a fianco di Gloria e Lorna», e la Farrington in quello della vicina di casa di Gloria. Il 10 maggio 2008 la CBS decise però di non accettare l'episodio pilota.
Nel luglio 2009, Lifetime annunciò di aver ripreso in mano il pilota. Nel giugno 2010 l'emittente ordinò un nuovo episodio pilota. Il cast del nuovo pilota venne annunciato nel novembre successivo, con Ally Walker come prima scelta per il ruolo della protagonista. La Walker interpreta ora una detective della omicidi del Los Angeles Police Department, sempre alle prese con la difficile conciliazione tra lavoro e vita privata. Più avanti si aggiunsero Tisha Campbell-Martin e Chris Payne Gilbert, con la Campbell-Martin nei panni di Michelle, la vivace partner di Gloria, e Payne Gilbert in quelli di Davey, il fratello alcolizzato di Gloria, con cui divide la casa. L'ultimo ad unirsi al cast fu Miguel Ferrer, scelto per interpretare Felix Valdez, il capo di Gloria.
Dopo la visione del pilota, il 7 febbraio 2011 Lifetime diede il via libera alla realizzazione di una stagione completa, composta da 13 episodi. La serie è una co-produzione tra ABC Studios e Wass-Stein Productions. Il 3 maggio 2011, durante gli upfront relativi alla stagione televisiva 2011-2012, Lifetime annunciò il cambio di titolo dello show da Exit 19 a The Protector, ed il suo debutto nell'estate del 2011. L'8 settembre 2011 Lifetime decise di non rinnovare la serie per una seconda stagione.

## Accoglienza

### Pubblico
La première di The Protector del 12 giugno 2011 ha ottenuto negli Stati Uniti un ascolto di circa 1 900 000 telespettatori. Nei successivi episodi l'ascolto si è assestato intorno al 1 370 000 spettatori. Nell'agosto successivo, un cambio di palinsesto ha portato la serie a perdere ulteriormente pubblico, che è diminuito a circa 849 000 spettatori. Un ulteriore cambio di palinsesto, che ha tolto la serie dalla prima serata, ha fatto scivolare gli ascolti al livello di circa 600 000 spettatori, decretandone la cancellazione.

### Critica
The Protector ha ricevuto critiche contrastanti. Il sito web Metacritic le ha assegnato un punteggio di 53/100. Il Daily News ha commentato: «anche se un prodotto simile come Army Wives tende a volte ad assomigliare ad una soap opera, esso inizia con una premessa che lo contraddistingue dalle altre serie. The Protector non ha questo vantaggio». Il The New York Times ha scritto a proposito della protagonista: «Ally Walker è un'attrice accattivante con una forte presenza, ma almeno nell'episodio pilota, il suo personaggio non è ancora ben scritto e ben formato come altri ruoli femminili simili visti in televisione». The Pittsburgh Post-Gazette ha invece lodato la serie, scrivendo: «la trama è abbastanza di routine, ma il tono – trasmesso attraverso musica allegra e dialoghi scattanti – è molto forte, e rende questa serie un buon diversivo estivo».